# Toshiki Inoue
Toshiki Inoue (井上敏樹?, Inoue Toshiki; Saitama, 28 novembre 1959) è uno sceneggiatore, regista e fumettista giapponese. Deve la sua fama al fatto di aver curato i testi delle famosissime serie anime Detective Conan e Fullmetal Alchemist e per aver creato gli anime di serie come Death Note e Devil May Cry. È anche l'autore dei manga Mebius Gear e Sword Gai.

## Serie curate
- City Hunter 2: come sceneggiatore.
- Death Note: come sceneggiatore e regista.
- Detective Conan: come sceneggiatore.
- Devil May Cry: come sceneggiatore e regista.
- Fullmetal Alchemist: come sceneggiatore.
- Galaxy Angel: come sceneggiatore e supervisore.
- Garo: Guren no tsuki: come sceneggiatore.
- Iron Man: come sceneggiatore.
- Kamen Rider: come sceneggiatore di diverse serie uscite nell'era Heisei.
- Ranma ½: come sceneggiatore della seconda serie.
- Sumomomo Momomo: come sceneggiatore e regista.
- Sword Gai: The Animation: come sceneggiatore e autore del soggetto originale.
- Tenjo Tenge: come sceneggiatore.